# Dionís Vergonyós
Dionís Vergonyós fou un artista del metall català nascut a la Selva del Camp a finals del segle xv o començaments del XVI.
La seva família es dedicava a l'art del metall i Dionís en fou el més destacat dels seus membres. Va refondre una campana de la parròquia, fou mestre del rec que havia de conduir les aigües des de l'Albiol i clotada del Mas Ripoll fins a la vila, participà en l'obra de les portes de la Seu de Tarragona i altres encàrrecs d'obres per part del capítol de Tarragona.
Probablement l'ibre més coneguda i conservada és la llauna que fou posada sobre el vas d'enterrament de l'arquebisbe Gonçal d'Herèdia, situat dins de la seu tarragonina i a tocar de la porta d'entrada. Era una composició de bronze de 235 x 116, en què destacava l'arquebisbe Herèdia vestit de pontifical, les virtuts cardinals, les virtuts teologals, l'escut d'armes de l'arquebisbe i una inscripció.
Va morir al segle xvi.